# Македонія (фема)
Фема Македонія (грец. θέμα Μακεδονίας) — військово-адміністративна провінція (фема) Візантійської імперії, створена в кінці 700-х — початку 800-х років н. е. Незважаючи на свою назву, фема розташовувалася не в історичній Македонії і не входила в більш обширний регіон, який носив цю ж назву на початку XX століття. Фема розташовувалася в регіоні Фракія зі столицею в місті Адріанополь.

## Історія
Фема Македонія була утворена між 789 (або 797) і 801/802 роками імператрицею Іриною зі старішої феми Фракія.
Сфрагістика наводить свідчення про те що Турма («дивізія»), що іменувалися «Македонія», існувала раніше, підкоряючись стратегу Фракії. Першим відомим стратегом феми Македонії був патрицій Іоанн Аплакіс, який вперше згадується в 813 році. Однак святий Феофан Сповідник згадує Леоніда, який був братом придворного євнуха Аеція, призначеного як моностратег («єдиний стратег», який призначається на чолі двох і більше фем) Фракії і Македонії вже в 801/802 роках. Створення феми було пов'язано з серією військових успіхів, які розширили візантійський контроль над великою частиною Фракії, і, ймовірно, наміром зробити контроль більш ефективним, довіряючи розширену територію двом стратегам.
Незважаючи на те, що перші свідчення про фему датуються 960 роками, її відсутність в Ескоріалі тактікони 975-го року призвело до припущення, що вона була скасована і підпорядкована новому дуксу Адріанополя. Вдруге фема Македонії була згадується в 1006/1007 роках. Є сфрагістичні свідоцтва на підтримку думки, що фема продовжувала своє існування поряд з дукатом Адріанополя.